# Baía Schlieper
A Baía Schlieper é uma baía de 1 milha (1,6 km) de largura, adentrando entre o Cabo Romerof e o Cabo Weddell junto à costa sul da Geórgia do Sul. A Baía Schlieper foi batizada entre 1905-12 e recebeu o nome do diretor da Compañía Argentina de Pesca.
Enquanto o magistrado britânico e outros civis e militares presentes em Grytviken foram removidos da Geórgia do Sul, outros 15 britânicos permaneceram além do alcance argentino. As perdas sofridas em Grytviken impediram a Argentina de ocupar o resto da ilha, com a base da Ilha Bird e as áreas de acampamento na Baía Schlieper, Geleira Lyell e a Baía de St. Andrews permanecendo sob o controle britânico.
 Este artigo incorpora material em domínio público  de United States Geological Survey   , documento "Baía Schlieper" (conteúdo do Geographic Names Information System).